# Gluon
In der Teilchenphysik sind die Gluonen (englisch glue ‚kleben, Leim‘) Elementarteilchen, die indirekt für die Anziehung von Protonen und Neutronen in einem Atomkern verantwortlich sind. Das Symbol für das Gluon ist {\displaystyle \mathrm {g} }.
Damit bilden die Gluonen die Austauschteilchen der starken Wechselwirkung. Es gibt acht verschiedene Gluonen, die zwischen Quarks – den Bausteinen der Hadronen (Baryonen, z. B. Protonen und Neutronen, und Mesonen) – ausgetauscht werden. Gluonen können aber auch direkt mit anderen Gluonen wechselwirken, so dass Teilchen existieren könnten, die nur aus Gluonen bestehen, die Glueballs.

## Gluonen als Vermittler der starken Wechselwirkung
Die Quantenchromodynamik (QCD) ist die heute akzeptierte Theorie zur Beschreibung der Starken Wechselwirkung. In ihr vermitteln Gluonen Kräfte zwischen Teilchen, die eine Farbladung tragen. Wenn zwischen zwei Quarks ein Gluon ausgetauscht wird, ändert sich die Farbladung der beteiligten Quarks. Das Gluon trägt dazu jeweils eine Antifarbladung zur Kompensation der ursprünglichen Farbladung des Quarks sowie die neue Farbladung des Quarks. Da das Gluon selbst auch eine Farbladung trägt, kann es mit anderen Gluonen wechselwirken. Diese Selbstwechselwirkung, d. h. die Wechselwirkung der die Wechselwirkung vermittelnden Teilchen miteinander, macht die mathematische Analyse der starken Wechselwirkung sehr kompliziert.
Die von den Gluonen vermittelte Anziehung zwischen den Quarks – und daraus folgend zwischen Protonen und Neutronen – ist für die Stabilität der Atomkerne verantwortlich (Zusammenhalt der Protonen und Neutronen im Atomkern; die Protonen würden sich ansonsten aufgrund ihrer gleichen elektrischen Ladung abstoßen).

## Eigenschaften

### Masse, Ladung und Spin
Gluonen sind elektrisch neutral und werden innerhalb des Standardmodells als masselos angenommen, während experimentell eine Masse von einigen MeV nicht ausgeschlossen werden kann. Ihr Spin ist 1.

### Farbladung
Sie besitzen eine Farbladung, die sich immer aus einer „Farbe“ und einer „Antifarbe“ zusammensetzt. Durch diese können die verschiedenen Gluonen unterschieden werden.
Oktett
Aus gruppentheoretischen Überlegungen ergeben sich die möglichen Kombinationen von Farben und Antifarben in Gluonen:
{\displaystyle 3\otimes {\bar {3}}=8\oplus 1\,.}
(In Worten: Das direkte Produkt des Farbtripletts mit dem Antifarb-Triplett ergibt die direkte Summe, bestehend aus Oktett und einem Singulett).
Das Singulett ist nicht in der Lage, die Farbe eines Quarks zu ändern, da es einen total-symmetrischen Zustand darstellt. Man kann sich diesen Sachverhalt in Analogie zu Spinzuständen vorstellen. Alle in der Natur auftretenden Gluonen tragen „Bruttofarbe“ (entspricht: der Gesamtspin ist von null verschieden). Darunter befinden sich zwei Gluonen (die beiden letzten in der folgenden Auflistung), die keine „Nettofarbe“ besitzen (entspricht: z-Komponente des Spins ist null); aber „Bruttofarbe“ besitzen auch sie. Dagegen ist das Singulett {\displaystyle (r{\bar {r}}+b{\bar {b}}+g{\bar {g}})/{\sqrt {3}}} echt farblos ({\displaystyle {\hat {=}}} Gesamtspin 0) so, wie ein reeller oder komplexer Zahlenfaktor, und wenn es existierte, wäre es auf Grund seiner fehlenden Farbladung nicht durch Confinement gebunden, d. h., es würde eine Komponente der starken Wechselwirkung mit unendlicher Reichweite existieren, die in der Natur jedoch nicht beobachtet wird. Aus diesem Grund ist diese Kombination nicht realisiert, und die Quantenchromodynamik wird durch die Symmetriegruppe {\displaystyle SU(3)_{C}} beschrieben. Während also die {\displaystyle U(3)_{C}} insgesamt {\displaystyle N^{2}=3^{2}=9} Generatoren hat und damit 9 Eichfelder (Gluonen) besitzen würde, erhält man für die Gruppe {\displaystyle SU(N=3)} nur {\displaystyle N^{2}-1=8} Generatoren (die Gell-Mann-Matrizen), und es ergeben sich die üblichen acht Gluon-Wellenfunktionen:
{\displaystyle {\begin{aligned}\psi _{1}&=|r{\bar {g}}\rangle \,,\quad &\psi _{2}&=|r{\bar {b}}\rangle \,,\\\psi _{3}&=|g{\bar {r}}\rangle \,,\quad &\psi _{4}&=|g{\bar {b}}\rangle \,,\\\psi _{5}&=|b{\bar {r}}\rangle \,,\quad &\psi _{6}&=|b{\bar {g}}\rangle \,,\\\psi _{7}&={\tfrac {1}{\sqrt {2}}}\left(|r{\bar {r}}\rangle -|g{\bar {g}}\rangle \right)\,,\;&\psi _{8}&={\tfrac {1}{\sqrt {6}}}\left(|r{\bar {r}}\rangle +|g{\bar {g}}\rangle -2|b{\bar {b}}\rangle \right)\,.\end{aligned}}}
Hier bedeutet beispielsweise die 1. Kombination, dass das Gluon mit einem grünen Quark reagieren kann und dessen Farbe in Rot ändert.
Die Verhältnisse sind analog zum Zweiteilchen-Spinprodukt {\displaystyle \langle \psi _{i}(1)\psi _{k}(2)\rangle \,,} mit {\displaystyle \psi _{i}} bzw. {\displaystyle \psi _{k}={\mathord {\uparrow }}} oder {\displaystyle {\mathord {\downarrow }}\,,} d. h. mit zwei Basiszuständen {\displaystyle \psi ={\mathord {\uparrow }}} bzw. {\displaystyle \psi ={\mathord {\downarrow }}\,.} Man kann daraus vier unabhängige Linearkombinationen bilden; drei davon, {\displaystyle \psi _{1}={\mathord {\uparrow }}{\mathord {\uparrow }}\,,\psi _{2}=({1/{\sqrt {2}}})(\uparrow \downarrow +\downarrow \uparrow )} sowie {\displaystyle \psi _{3}={\mathord {\downarrow }}{\mathord {\downarrow }}}, ergeben ein zusammengehöriges Triplett (Gesamtspin = Bruttospin: S=1; magnetische Quantenzahl (Nettospin) M=+1 bzw. 0 bzw. −1; eine vierte Funktion,{\displaystyle ({1/{\sqrt {2}}})(\uparrow \downarrow -\downarrow \uparrow )\,,} gehört zum Singulett-Zustand (Bruttospin=Nettospin S=0). Die Zusatzkomplikation der Gluonen ist, verglichen mit dieser Analogie, dass man N=3 anstelle von N=2 betrachtet und dass man statt des Tripletts an Basiszuständen ein Oktett hat.

## Experimenteller Nachweis
Erste experimentelle Hinweise auf die Existenz der Gluonen gewann man 1979, als man am DESY in Hamburg mit dem Beschleuniger PETRA Ereignisse mit einer klaren Drei-Jet-Struktur fand. Den dritten Jet führte man auf die Abstrahlung eines Gluons durch eines der produzierten Quarks zurück.
Experimente mit tief inelastischer Streuung von Elektronen und Myonen an Protonen haben gezeigt, dass nur gut die Hälfte des Impulses des Protons von Quarks (Valenzquarks und Seequarks) getragen wird, den Rest schreibt man den Gluonen zu.

## Freie Teilchen aus Gluonen
Da Gluonen die Farbkraft nicht nur vermitteln, sondern auch selbst Farbladung tragen, wird spekuliert, dass freie Teilchen existieren könnten, die nur aus gebundenen Gluonen bestehen – „Glueballs“ oder „Gluonium“ genannt. Sie sind aber bislang nicht nachgewiesen worden.